# ورود ممنوع (فیلم)
ورود ممنوع (به انگلیسی: No Entry) فیلمی محصول سال ۲۰۰۵ و به کارگردانی آنیس بازمی است. در این فیلم بازیگرانی همچون آنیل کاپور، سلمان خان، فردین خان، بیپاشا باسو، لارا دوتا، ایشا دئول، سلینا جایتلی، سمیرا ردی، آنجان سیرواستاو ایفای نقش کرده‌اند.
مردی (آنیل کاپور) که همسرش (لاراداتا) مدام به او شک می کند از دوستش (سلمان خان) کمک می خواهد . دوستش که می خواهد رابطه آنها به هم بریزد به او پیشنهادی می دهد که شروع کننده بخش های اصلی فیلم است.